# Dasineura axillaris
Dasineura axillaris är en tvåvingeart som först beskrevs av Jean-Jacques Kieffer 1896.  Dasineura axillaris ingår i släktet Dasineura och familjen gallmyggor. Inga underarter finns listade i Catalogue of Life.